# El Banco
El Banco es un municipio colombiano ubicado en el extremo más meridional del departamento de Magdalena; en la confluencia de los ríos Magdalena y César. Su ubicación es estratégica, ya que es paso obligatorio hacia el interior del país por el Río Magdalena y su Desembocadura con el Río Cesar. ubicada en la Depresión momposina. Rodeada de las ciénagas de Zapatosa y Chilloa.
Es el municipio con la mayor población, principal centro económico y comercial de la subregion Sur magdalenense, y punto comercial de la Subregión de Loba. Además, de ser el sexto municipio más grande y el quinto más poblado del Departamento del Magdalena. Su cabecera municipal se encuentra cerca a la población de El Peñón (Bolívar).

## Toponimia
El Banco, nombre que se origina por el hecho de encontrarse el sitio ubicado sobre un peñón en forma de banco.

## Geografía

### Relieve
El territorio es plano y cenagoso. Esta región del departamento forma parte de la llamada Depresión momposina, la cual está conformada por tierras bañadas por el río Magdalena, la desembocadura de los ríos Cauca, San Jorge y César (este fluye sus aguas a través de la Ciénaga de Zapatosa, en el municipio de El Banco. tiene el municipio del El Banco apenas dos 2 relieves que son: el Cerro Botillero y El Cerro el Cabrito, donde en este se encuentran instaladas las antenas y estaciones repetidoras de ANTV.

### Hidrografía
El territorio cuenta con dos vertientes hidrográficas: La vertiente del Río Cesar y la vertiente del Río Magdalena, las cuales alimentan el gran complejo cenagoso.
En El Banco se pueden encontrar un total de 39 ciénagas, las cuales son: Alforja, Andrés Martínez, Arrastradero, Bartolazo, Bernardino, Caballo, Caimán, Cantagahar, Cantagallo, Caña Fistola, Caño Sucio, Chilloa, La Ceibita, Garzal, El Garzal, González, El Guamo, Guarumal, Indriana, Inesica, El Jobal, El Letrero, La Malpica, Moreno, Pajaral, Palomeque, El Paso, Las Pavas, Los Pollos, La Pacora, Larga, El Roblal, Rodeito, Los Suanes, Tamalamequito, Terrona, Tiojuancho, Los Yuyos y Zapatosa.

### Límites
| Noroeste: Guamal (Magdalena)                                  | Norte: Chimichagua                                       | Nordeste: Chimichagua                                 |
| Oeste: Guamal (Magdalena) Brazo De Mompos Margarita (Bolívar) |                                                          | Este: Tamalameque                                     |
| Suroeste: Brazo De Mompos Margarita (Bolívar) Hatillo de Loba | Sur: Río Magdalena San Martín de Loba El Peñón (Bolívar) | Sureste: Río Magdalena El Peñón (Bolívar) Tamalameque |

## Clima
La temperatura promedio anual es de 30 °C, pero en temporada de calor la temperatura logra superar los 39 °C y cuando es temporada de invierno puede bajar a 24 °C, rara vez baja a menos de 23 °C o sube más de 40 °C. La humedad relativa es del 87% y en época de lluvia se recogen hasta 330 mm. Los climas predominantes en esta subregión son el tropical lluvioso y tropical seco, estos últimos se caracterizan por tener dos estaciones secas y dos estaciones de lluvia. Los veranos en el municipio son cortos, tórridos, bochornosos y secos, y los inviernos son cortos, calurosos, opresivos y mojados. 
El día 23 de enero del 2024 El Banco registro una temperatura de 40 °C, la más alta en la ciudad en los últimos años de acuerdo con el Instituto de Hidrología, Meteorología y Estudios Ambientales (IDEAM).  
En este año 2024, el día más corto que tendrá el municipio será el 21 de diciembre, con solamente 11 horas y 36 minutos y el día más largo que es el 21 de junio contara con 12 horas y 39 minutos.
| Parámetros climáticos promedio de El Banco                                   | Parámetros climáticos promedio de El Banco | Parámetros climáticos promedio de El Banco | Parámetros climáticos promedio de El Banco | Parámetros climáticos promedio de El Banco | Parámetros climáticos promedio de El Banco | Parámetros climáticos promedio de El Banco | Parámetros climáticos promedio de El Banco | Parámetros climáticos promedio de El Banco | Parámetros climáticos promedio de El Banco | Parámetros climáticos promedio de El Banco | Parámetros climáticos promedio de El Banco | Parámetros climáticos promedio de El Banco | Parámetros climáticos promedio de El Banco |
| Mes                                                                          | Ene.                                       | Feb.                                       | Mar.                                       | Abr.                                       | May.                                       | Jun.                                       | Jul.                                       | Ago.                                       | Sep.                                       | Oct.                                       | Nov.                                       | Dic.                                       | Anual                                      |
| ---------------------------------------------------------------------------- | ------------------------------------------ | ------------------------------------------ | ------------------------------------------ | ------------------------------------------ | ------------------------------------------ | ------------------------------------------ | ------------------------------------------ | ------------------------------------------ | ------------------------------------------ | ------------------------------------------ | ------------------------------------------ | ------------------------------------------ | ------------------------------------------ |
| Temp. máx. abs. (°C)                                                         | 38                                         | 39.5                                       | 39.6                                       | 39                                         | 36.5                                       | 36.3                                       | 37.5                                       | 36.6                                       | 35                                         | 33.3                                       | 33.3                                       | 35.3                                       | 36.6                                       |
| Temp. máx. media (°C)                                                        | 36                                         | 37.5                                       | 37.6                                       | 36                                         | 34.5                                       | 34.3                                       | 35.5                                       | 34.6                                       | 33                                         | 31.3                                       | 31.3                                       | 33.3                                       | 34.6                                       |
| Temp. media (°C)                                                             | 30.3                                       | 31.5                                       | 31.8                                       | 31                                         | 30.2                                       | 30.1                                       | 30.7                                       | 30.1                                       | 29                                         | 28.1                                       | 28.1                                       | 28.8                                       | 30                                         |
| Temp. mín. media (°C)                                                        | 24.6                                       | 25.5                                       | 26                                         | 26                                         | 26                                         | 26                                         | 26                                         | 25.6                                       | 25                                         | 25                                         | 25                                         | 24.3                                       | 25.4                                       |
| Temp. mín. abs. (°C)                                                         | 22.6                                       | 23.5                                       | 24                                         | 24                                         | 24                                         | 24                                         | 24                                         | 23.6                                       | 23                                         | 23                                         | 23                                         | 22.3                                       | 23.5                                       |
| Precipitación total (mm)                                                     | 36.9                                       | 38.9                                       | 78.6                                       | 170.5                                      | 234.0                                      | 199.7                                      | 147.7                                      | 221.0                                      | 294.7                                      | 329.1                                      | 237.7                                      | 87.0                                       | 2075.8                                     |
| Días de precipitaciones (≥ 1 mm)                                             | 2                                          | 2                                          | 5                                          | 10                                         | 13                                         | 12                                         | 11                                         | 14                                         | 16                                         | 18                                         | 12                                         | 5                                          | 120                                        |
| Horas de sol                                                                 | 282                                        | 246                                        | 244                                        | 205                                        | 192                                        | 201                                        | 218                                        | 215                                        | 186                                        | 201                                        | 226                                        | 259                                        | 2675                                       |
| Humedad relativa (%)                                                         | 67                                         | 55                                         | 68                                         | 90                                         | 99                                         | 95                                         | 90                                         | 95                                         | 98                                         | 100                                        | 99                                         | 89                                         | 87.1                                       |
| Fuente: Instituto de Hidrología, Meteorología y Estudios Ambientales (IDEAM) |                                            |                                            |                                            |                                            |                                            |                                            |                                            |                                            |                                            |                                            |                                            |                                            |                                            |

## División Político-Administrativa

### Comunas
La cabecera municipal se encuentra dividido en 3 comunas (en la que se encuentra ciertos barrios):
- Comuna 1 - Sur.
- Comuna 2 - Central.
- Comuna 3 - Norte.

### Corregimientos
El Banco tiene constituidos los siguientes corregimientos:
- Corregimiento 1 - Aguaestrada
- Corregimiento 5 - Caño de Palma
- Corregimiento 6 - El Cedro
- Corregimiento 11 - Menchiquejo

Centros poblados
Los demás centros poblados no hace parte de ningún otro corregimiento o no se ha definido a cual de los cuatro actuales pertenecen:
- Algarrobal
- Barranco de Chilloa
- Belén
- Botillero
- Caño de Palma
- El Cedro
- El Cerrito
- El Trébol
- Garzón
- Guacamayal
- Hatillo de la Sabana
- Islitas
- Los Negritos
- Malpica
- Mata de Caña
- Pueblo Nuevo
- San Felipe y San Eduardo
- San José
- San Roque
- Tamalamequito

Veredas
El municipio tiene constituido las siguientes veredas: Vijagual, Las Cabras, Caimanera, Campo Alegre, La Cámara, Las Delicias, La Esperanza, Florida, La Granja, El Hobo, Los Mamones, Marratonal, Matecaña, Nuevo Día, Pajaral, El Palmar, Los Pilones, Potrerito, Sabana de Las Flores, La Punta, Rincón de Malpica, Sabanas de Molina, Sabanas de Venado, El Salto.

## Historia

### Época Virreinal

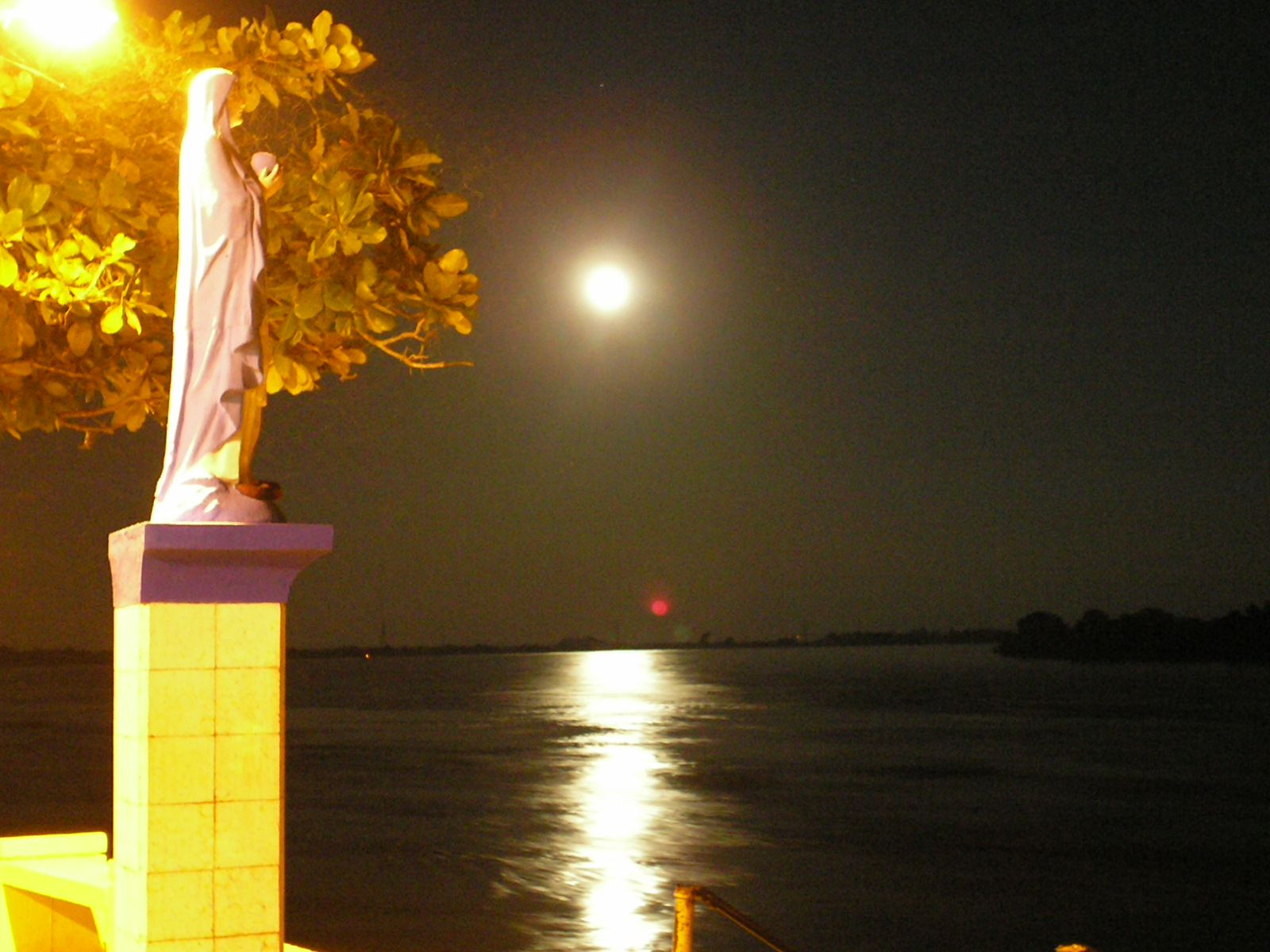
Noche de luna llena en el muelle de El Banco.

A la llegada de los españoles, la región que ocupa El Banco estaba poblada por los indígenas Chimilas. En febrero de 1747 el español José Fernando de Mier y Guerra reorganizó la población y le dio el nombre de Nuestra Señora de la Candelaria de El Banco. 
En 1536 cuando Gonzalo Jiménez de Quesada remontó el río Magdalena para explorar el interior del país y fundó un poblado al que llamó Barbudo, porque encontró según él una curiosidad genética: los aborígenes del lugar lucían una larga y abundante barba poblada.
En 1541, Melchor de Valdez, integrante de la expedición de Jiménez de Quesada, regresaba para Santa Marta cuando vio que el poblado había sido destruido por los españoles. Fundó sobre sus restos una población llamada Santiago de Sompayón. Sompayón fue el nombre que los españoles le dieron al vocablo con el que los indígenas designaban a un «indígena barbudo»: sompachai. Este último asentamiento también desaparece por los constantes rebeldías de los aborígenes hacia la Corona española dando resistencia a la colonización que celebraban en nombre de la Corona española.
En 1544, Lorenzo Martín funda otro poblado con el nombre de Tamalameque, para recordar al cacique de ese nombre. Posteriormente el poblado fue trasladado seis leguas más al norte de los restos de Santiago de Sompayón, que se habían asentado en tierras del cacique Tamalaguataca, en el lugar donde hoy en día se encuentra el centro poblado Belén. El poblado siguió llamándose Santiago de Sompayón, con una población de 40 vecinos y 6 indígenas. 
En 1680, José Domingo Ortiz, hacendado de la región de Loba, bautiza el poblado existente en la confluencia del César y el Magdalena con el nombre de El Banco. Ésta es la única fundación que se reconoce y por eso se festejó el tricentenario en 1980. También por eso una calle de la localidad lleva el nombre de José Domingo Ortiz, hoy calle 5.ª.
En 1747, el gobierno de Santa Marta envía a José Fernando de Mier y Guerra para que renombrara o rebautizara el poblado con el nombre de Nuestra Señora de la Candelaria de El Banco. Cuando Mier y Guerra llegó a El Banco, ya existía un poblado de negros libertos que, desde 1680, veneraban la imagen de la Virgen de la Candelaria, la patrona del pueblo. En este nombre se enlazan la leyenda religiosa, fantástica e histórica, pero resulta extremadamente largo y logra compendiar el sacrificio y trabajo de europeos, indígenas y negros por la supervivencia.
Frente a la Catedral está el monumento que conmemora la cruenta batalla fluvial de La Humareda, el 17 de junio de 1885. la cual, fue crucial en la caída del régimen federal de la Constitución de 1863 y favoreció la Carta del 86. Allí las tropas rebeldes derrotaron a las del gobierno, pero a un costo material y humano tan alto que les resultó imposible continuar operando.

### Época Republicana
A través de la ley del 21 de noviembre de 1857 se constituyó el Estado Soberano del Magdalena, y en esa ocasión, El Banco fue designado como la capital de la Provincia de El Banco. Posteriormente, en 1864, la provincia pasó a denominarse departamento, pero todavía mantuvo el nombre y la capital. 
En 1867 se crearon nuevos departamentos en el estado, lo que llevó a que el Departamento de El Banco cambiara su nombre a Belén. Sin embargo, este cambio fue temporal, ya que en 1868 volvió a ser llamado el Departamento de El Banco.
Fue erigido municipio por la ley 182 de 1871 del Estado Soberano del Magdalena. Fue capital del Departamento de El Banco en el Estado Soberano de Magdalena, hasta 1876 cuando la capitalidad fue cambiada a Aguachica. 

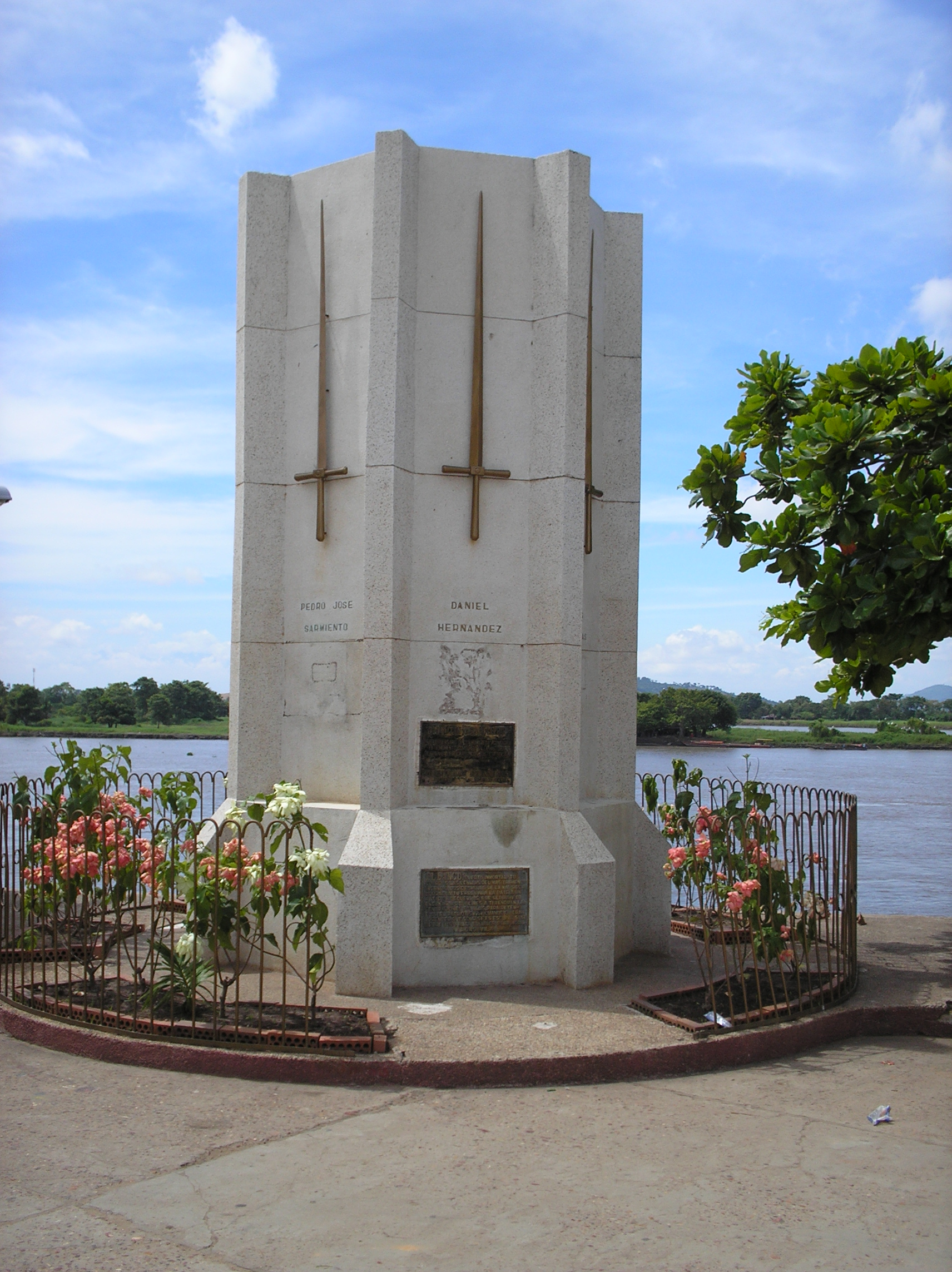
Monumento a los héroes de la batalla de La Humareda.

Frente a la Catedral está el monumento que conmemora la cruenta batalla fluvial de La Humareda, del 17 de junio de 1885, la cual fue crucial en la caída del régimen federal de la Constitución de 1863 y favoreció la Carta del 86. Allí las tropas rebeldes derrotaron a las del gobierno, pero a un costo material y humano tan alto que les resultó imposible continuar operando. A esos hechos, se refirió el poeta bogotano José María Vargas Vila, veterano de La Humareda, y ante la tumba de los héroes de la Humareda dejó escrito unas sentidas frases que siguen vigentes: 

El Banco, puerto inmortal, tú guardas las cenizas del más tremendo incendio, los despojos de la más recia borrasca. Tú eres para la patria un altar de recuerdos y de gloria y de enseñanzas sublimes. A ti vendrán las generaciones futuras, para retemplar el patriotismo y cuando quieran aprender que: sólo se es esclavo si se quiere y si falta valor para morir.

Unos años después de esta batalla, en 1904, un incendio destruyó casi la mitad de las viviendas. Eran los preparativos de las fiestas patronales de Nuestra Señora de la Candelaria, que apenas se reiniciaban después de la guerra de los Mil Días. Cuenta la historia que en medio del sopor del mediodía, y mientras la población dormía la siesta, un gallinazo (o golero, en lenguaje costeño) se robó un bagre en la casa de esquina de la calle 5 con carrera 4, diagonal al parque; la encargada de lavar los platos de las casa del señor Rueda, para espantar al animal, se le ocurrió arrojarle un tizón que, al caer sobre el techo de paja, dio inicio a la conflagración. Allí se inició el más grande incendio que haya soportado El Banco: 30 casas fueron consumidas por las llamas. El pueblo tendría entonces unas 90 a 100 casas. Esa noche, la mayoría de esas personas durmieron en la calle.
El Papa Juan Pablo II creó nuevas diócesis en Colombia, pero tras su muerte, su Sucesor el Papa Benedicto XVI fue el encargado de oficializar la creación de las nuevas diócesis. La Iglesia católica principal del El Banco fue elevada a la categoría de Catedral a ser erigida la diócesis de El Banco el 17 de enero de 2006 con la bula Munus Nostrum del papa Benedicto XVI, con territorio desmembrado de las diócesis de Santa Marta y Valledupar. En el mismo documento pontificio se colocaba como sufragánea de la arquidiócesis de Barranquilla. 

## Economía
Se basa principalmente en la agricultura, la pesca y la ganadería. El municipio es conocido por su producción de plátano, maíz, yuca, frijoles, arroz, sorgo y otros cultivos. Además, la pesca y la agricultura también son actividades importantes en la zona debido a su ubicación.
En cuanto al comercio, El Banco, Magdalena, cuenta con una variedad de tiendas y pequeños negocios que ofrecen productos y servicios a los residentes locales. La ciudad también cuenta con un mercado central donde se venden productos agrícolas y otros bienes.

### Economía popular
En El Banco la economía popular es una parte importante de la economía local, especialmente para las personas de bajos ingresos que buscan medios de subsistencia. Muchas personas participan en actividades informales para complementar sus ingresos y sostener a sus familias. La venta ambulante de alimentos, por ejemplo, es una actividad común en la ciudad y los vendedores ambulantes a menudo son una parte integral de la vida diaria en la ciudad. Aunque la economía popular puede proporcionar una fuente de ingresos para muchas personas, a menudo se enfrenta a desafíos, como la falta de acceso a recursos financieros y capacitación empresarial, así como a la competencia de negocios formales establecidos. Además, estas actividades informales a menudo carecen de regulación y supervisión, lo que puede crear problemas de seguridad y salud pública.

### Pesca
La pesca es una actividad económica importante para muchas comunidades en este municipio, y se realizan actividades de pesca artesanal y comercial en la zona.
Algunas de las especies que se pueden encontrar en las aguas del Magdalena en la zona del municipio de El Banco incluyen bocachico, bagre, pargo, dorada, robalo y mojarra, entre otros.

## Demografía
El Banco es el quinto municipio más poblado del departamento del Magdalena. Según estadística del 
DANE (2024) la población del municipio tiene 43,882 habitantes en la cabecera municipal y 74,147 si se tiene en cuenta la zona rural, representando el 4,9% del total del departamento y el 0,14% del total de la población colombiana de los cuales 49.6% son mujeres, el 50,4% hombres. El 59,2% habita en zona urbana, el 40,8% en zona rural.
| Evolución de la población del municipio de El Banco (1985-2024) |
|                                                                 |
| Población según censo. Población según proyección.Fuente: DANE. |

## Transporte
En la ciudad de El Banco, no existe un sistema de transporte público en automóvil. En su lugar, predominan el motocarro, transporte privado y la motocicleta. Esta particularidad distingue a la ciudad, ya que se observa un mayor número de motos que de automóviles circulando por sus calles. Esta situación crea un escenario de tráfico diferente al de otras localidades, donde las motocicletas son el medio de transporte preferido por la mayoría de los residentes.
Con la construcción del Puente Roncador en Magangué en la vía de la Transversal Momposina ha generado congestión y deterioro en las principales calles urbanas del municipio, actualmente están llevando a cabo trabajos de reparación a la Calle nueva, Carrera 13 y 15, con el fin de rehabilitar y mejorar el paso de vehículos pesados. Sin embargo lo ideal sería la construcción de una variante que desvíe el tráfico del casco urbano de El Banco. 

### Transporte aéreo
Actualmente el Aeropuerto Las Flores no esta en funcionamiento, solo funciona para vuelos de estados o ambulancia. Los aeropuertos cercanos al municipio son, el Aeropuerto Hacaritama que esta a 122km y el Aeropuerto San Bernardo de Mompóx a 73km de El Banco.

### Transporte interurbano
El municipio tiene el Terminal de Transportes de El Banco que mantiene un flujo directo constante de pasajeros y carga con los centros metropolitanos de Bogotá, Barranquilla, Bucaramanga y Santa Marta, alcanzando un promedio de 350 buses despachados mensualmente desde la Terminal y la demanda de los municipios cercanos y corregimientos es atendida por las pequeñas empresas de despachan desde la Plaza Almotacén y a través de transporte fluvial desde el puerto fluvial y la plaza Almotacén, además hay que destacar que tiene una terminal de transporte la cual es el mayor centro de acopio para los pasajeros que llegan a esta ciudad.

### Transporte fluvial
El municipio cuenta con viajes fluviales a Barrancabermeja, Magangué y a otros del sur de Bolívar, César y Magdalena

## Vías principales
- El Banco-Chimichagua-Cuatro Vientos (Ruta Nacional 43)
- El Banco-Guamal-Mompox (Ruta Nacional 78)
- El Banco-Tamalameque-El Burro (Ruta Nacional 78)

La Calle 7, también conocida como la "Calle nueva", es la avenida principal del municipio. Esta calle comienza desde la carretera que conecta El Banco con el municipio de Chimichagua, y de ahí se extiende hasta llegar a la orilla del Río Magdalena en la zona comercial del municipio. 
También están la Carrera 15 (El Banco-Guamal-Mompox) y la Carrera 13 (El Banco-Tamalameque-El Burro), estas dos comienzan desde la Calle nueva.

## Educación
La educación es un aspecto importante de la vida de la comunidad. El municipio cuenta con una amplia oferta de instituciones educativas, incluyendo escuelas primarias, secundarias y técnicas, así como universidades y otras instituciones de educación superior.
La Secretaría de Educación de El Banco es la entidad encargada de coordinar y supervisar el sistema educativo municipal. El sistema educativo en El Banco son mixtas.
El Banco cuenta con varios programas y proyectos educativos para mejorar la calidad de la educación y fomentar la formación y capacitación de los estudiantes. Por ejemplo, existen programas de formación técnica y vocacional para estudiantes que no desean continuar con estudios universitarios, y proyectos de educación en tecnología y emprendimiento para fomentar el espíritu empresarial en los jóvenes.
Existen algunas universidades y otras instituciones de educación superior en El Banco y sus alrededores, que ofrecen programas de pregrado y posgrado en diversas áreas del conocimiento.
Educación privada
Existen varias instituciones educativas privadas que ofrecen educación primaria, secundaria y media técnica. Estas instituciones son administradas por particulares, y por lo general cobran matrícula y otros aranceles.
Algunas de las instituciones educativas privadas más reconocidas en El Banco incluyen el Instituto Marlian, Instituto Educativo Happy Word, entre otros. Estas instituciones educativas privadas ofrecen programas educativos que van desde la educación preescolar hasta la educación media técnica, y se enfocan en ofrecer una educación de calidad y enriquecedora para sus estudiantes. 
Educación pública
Existen varias instituciones educativas públicas que ofrecen educación desde preescolar hasta educación media técnica. Estas instituciones son administradas por el Estado y ofrecen educación gratuita a los estudiantes.
Algunas de las instituciones educativas públicas más destacadas en El Banco incluyen la I.E.D Santa Teresa De Jesús, IETD Arcesio Cáliz Amador, I.E.D Lorencita Villegas De Santos, entre otras. Estas instituciones educativas públicas ofrecen programas educativos que se enfocan en ofrecer una educación de calidad y enriquecedora para sus estudiantes.
Como institución educativa pública del Banco Magdalena también encontramos a la IETD José Benito Barros Palomino (Conalba)  
Universidades
El Banco cuenta con importantes centros de educación de nivel Técnico Profesional y Tecnológica como:
- Servicio Nacional de Aprendizaje - Sena[20]
- Universidad Nacional Abierta y a Distancia - UNAD[21]
- Universidad del Magdalena (Con proyección de establecer una sede propia en la ciudad)[22]

## Salud
El Banco cuenta con varios centros de atención en salud para la población, incluyendo una E.S.E. (Empresa Social del Estado), centros de salud y puestos de salud. La E.S.E. Hospital La Candelaria presta servicios de atención médica general, urgencias, hospitalización, laboratorio clínico, rayos X y otros servicios especializados.
El municipio también cuenta con varios programas de salud pública, como el programa de vacunación, el programa de atención prenatal y el programa de prevención y tratamiento de enfermedades crónicas. Además, el gobierno local y el gobierno departamental trabajan en conjunto para mejorar la infraestructura de atención en salud y garantizar la calidad y la accesibilidad de los servicios de salud en la región.

## Sitios turísticos y patrimoniales
- Catedral de Nuestra Señora de la Candelaria, sede de la diócesis de El Banco
- Iglesia San Francisco de Asís[24]
- Plaza Cultural José Benito Barros Palomino[25]
- Monumento a los Héroes de la Batalla de la Humareda[26]
- Monumento a la cumbia[27]
- Gruta de Fátima
- Muelle Fluvial[28]
- Fuente Parque Telecom[29]
- Plaza Roja
- El Obelisco y monumento a José Domingo Ortiz
- Parque La Laguna[30]
- Malecón del Río[31] (Construcción)
- Río Magdalena
- Ciénaga de Zapatosa

## Principales festividades

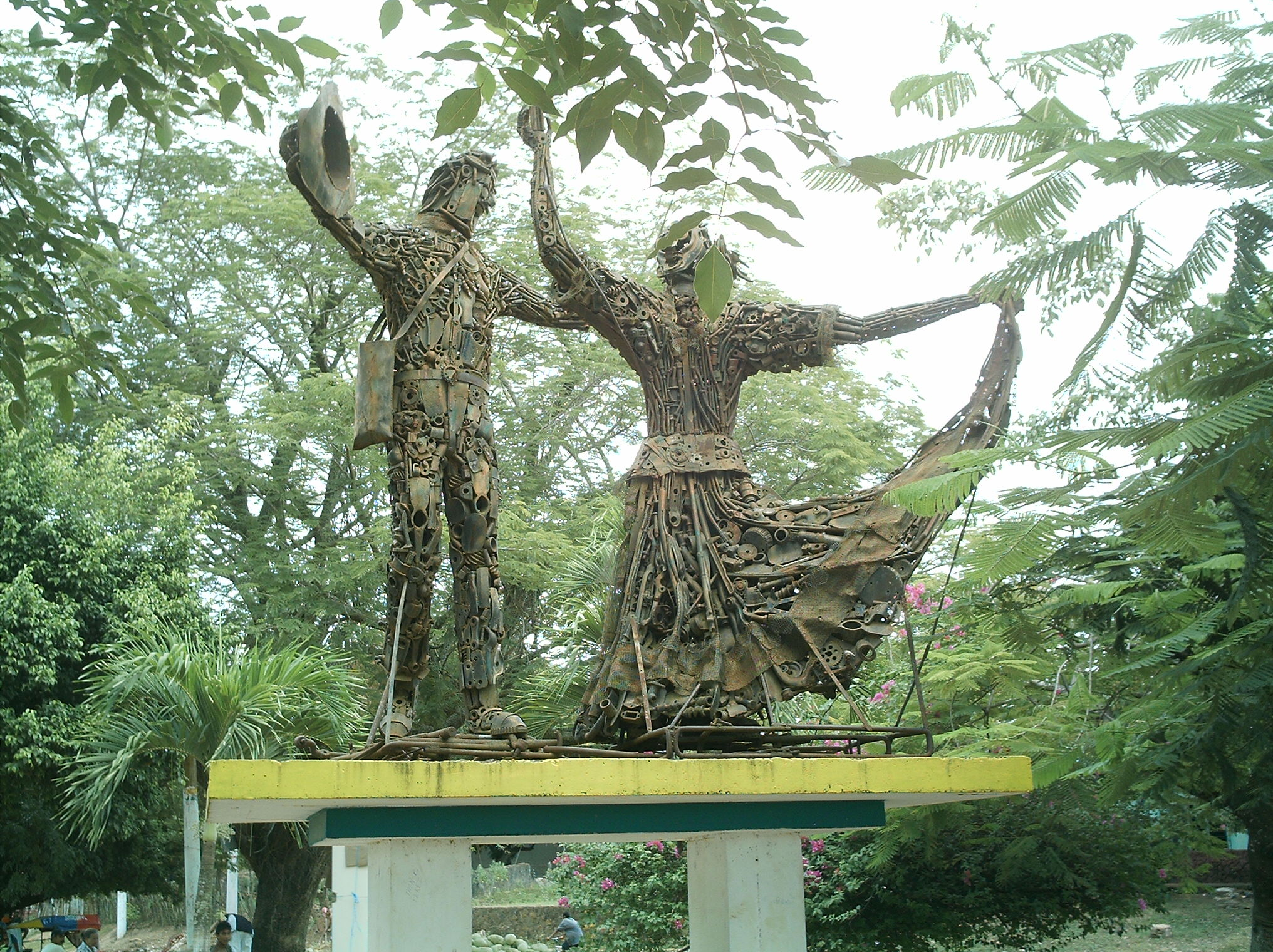
El Banco, ciudad imperio de la cumbia.

- Fiesta Patronales de Nuestra Señora de la Candelaria[33] (2 de febrero) y Fiesta de San Blas (3 de febrero): estas festividades tienen la peculiaridad de ser muy prolongadas, pues se inician el 23 de enero y se extienden hasta el 3 de febrero, durante los días de la novena se inicia con el baile de la malla, luego al mediodía el paseo de la gigantona y muñecos y en la noche los cumbiones.
- Festival Nacional de la Cumbia: (Mediados julio finales de agosto): baile considerado la máxima expresión musical de Colombia, como lo definió hace Muchos años el escritor y periodista Jorge Lee Biswell Cotes " La Cumbia Alma de la Esencia Musical de Colombia". Se realiza en una Tarima Flotante en el Muelle Fluvial Sobre le Río Magdalena.[34]

## Gastronomía
Rungo de Cabeza de Bagre, Chicha de Arroz con Agua de Azahares, Bocachico Ahumado o Cabrito, Guarapo de Piña,chicha, avena, Guiso de Icotea, Viuda de Bocachico Salado, Bocachico Sudado, almohabanas, el Peto, yuca con suero. entre muchos exquisitos platos típicos de la Región.

## Símbolos

Bandera de El Banco

### Bandera
La bandera del municipio de El Banco, fue aprobada con el acuerdo N.º 022 de 1991 y tiene tres bandas horizontales del mismo ancho. La superior amarilla, blanca la del centro y verde la inferior, con los siguientes significados:
- La franja amarilla se refiere a la riqueza de nuestra región y la inteligencia de sus gentes. Color del paisaje con su canícula permanente y sofocante.

- La franja blanca simboliza la paz que en sus alares campea, en el torbellino agitado de la vida presente vivimos en un remanso de paz.

- La franja verde inferior significa la esperanza en un futuro mejor.

### Escudo

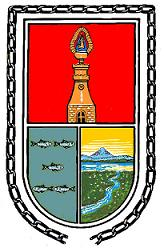
Escudo de El Banco

El escudo fue aprobado en el mismo Acuerdo consta de en su primer tercio superior un fondo rojo que significa la sangre derramada en la batalla de la Humareda en la Guerra civil de los mil días.
- En la parte inferior dividida en dos mitades iguales. En la de la izquierda se destacan en un fondo verde cinco peces plateados.

- El verde significa el futuro promisorio, los peces, la riqueza ictiologica y base de la alimentación de los habitantes.

- En la parte derecha del tercio inferior hay un paisaje descriptivo en donde se obseva como un promontorio montañoso o Cerro Barco guardián de la región y último baluarte de la Coordillera Central.

- A los pies del gran cerro se admira la confluencia de los ríos César y Magdalena y en la esquina de esos dos ríos la población de El Banco. Este último tercio ha sido la inspiración del Himno.

El escudo está circundado por una cadena con el eslabón inferor roto con el significado de ser un negro esclavo liberto José Domingo Ortiz su fundador el 2 de febrero de 1680.

### Himno
Autoría: Ángela Rodríguez Eljadue
Coro
Oh mi Banco, Magdalena
Ciudad imperio de la Cumbia
Que tu Virgen Morena de La Candelaria
Te proteja y te bendiga.
I
Con tu gente emprendedora, con sus bogas
Sus canoas, su atarraya y su canción
Y ese sol ardiente que calienta
Los caminos de tu región.
II
Con tu imponente muelle que enmarca la población
Y tu iglesia que da la bienvenida
A cada visitante con caluroso amor.
Coro
Oh mi Banco, Magdalena
Ciudad imperio de la Cumbia
Que tu Virgen Morena de La Candelaria
Te proteja y te bendiga.
III
Con tus hombres fuertes pescadores con esperanzas tiran su atarraya
Son grandes valientes luchadores
Buscan el sustento, con alegría cada mañana.
IV
Sus mujeres también son orgullo
Abnegadas luchan y trabajan
En el hogar educan a sus hijos
Para un mejor mañana
Y un porvenir lleno de esperanzas.
Coro
Oh mi Banco, Magdalena
Ciudad imperio de la Cumbia
Que tu Virgen Morena de La Candelaria
Te proteja y te bendiga.
V
Con tu raza Pocabuy
Que es raza fuerte y bravía
En sus ardientes tierras con amor
Labran y cultivan con admirable valentía.
VI
Orgullosa te levantas, respetuosa
Al paso del gran Río Magdalena
El César te lleva con sus aguas, para unirse
En señal de amor, de alegría y paz plena.
Coro
Oh mi Banco, Magdalena
Ciudad Imperio de la Cumbia
Que tu Virgen Morena de La Candelaria
Te proteja y te bendiga.

## Estructura organizacional municipal
| El Banco     | El Banco    | El Banco                   |
| Departamento | Código DANE | Categoría municipal (2023) |
| ------------ | ----------- | -------------------------- |
| Magdalena    | 47245       | Sexta                      |

- Personería: Es un centro del Ministerio Público de Colombia que ejerce, vigila y hace control sobre la gestión de las alcaldías y entes descentralizados; velan por la promoción y protección de los derechos humanos; vigilan el debido proceso, la conservación del medio ambiente, el patrimonio público y la prestación eficiente de los servicios públicos, garantizando a la ciudadanía la defensa de sus derechos e intereses.

El actual Personero municipal es Vacante.
- Concejo Municipal: Es la suprema autoridad política del municipio. En materia administrativa sus atribuciones son de carácter normativo. También le corresponde vigilar y hacer control político a la administración municipal. Se regulan por los reglamentos internos de la corporación en el marco de la Constitución Política Colombiana (artículo 313) y las leyes, en especial la Ley 136 de 1994 y la Ley 1551 de 2012.

Constituido por 15 concejales por un periodo de 4 años.
- Alcaldía Municipal: En esta se encuentra la administración municipal y las entidades descentralizadas del municipio.

El Alcalde se pronuncia mediante decretos y se desempeña como representante legal, judicial y extrajudicial del municipio. El actual Alcalde municipal es Ronald Flórez Sierra (2024-2027), elegido por voto popular.
- JAL. Posee los corregimientos 1, 5, 6 y 11. Además, de la Comuna 1 - Sur.

## Servicios públicos
- Energía Eléctrica: Afinia, del grupo EPM, es la empresa prestadora del servicio de energía eléctrica.
- Gas Natural: Vanti es la empresa distribuidora y comercializadora de gas natural en el municipio.